# London Ashford Airport
London Ashford Airport, også kendt under sit ældre navn Lydd Airport, er en indenrigsflyplads omkring to kilometer fra Lydd og 22 kilometer syd for Ashford i Kent. Den regnes med blandt Londons flypladser, hvilket reflekteres i navnet, men har kun lidt af hovedstadens trafik. 
Lydd Air har flypladsen som sin base, og har regelmæssige flyvninger til Le Touquet i Frankrig. 
Flypladsen har også været kendt som Lydd Ferryfield, og blev særlig brugt til transportfly som fragtede biler og passagerer over Den engelske kanal til Frankrig. Denne trafik er helt forsvundet efter at Eurotunnelen blev åbnet. 

## Ekstrrne henvisninger
- Wikimedia Commons har flere filer relateret til London Ashford Airport